# Нкопе
Культура Нкопе — первая земледельческая археологическая культура на юго-востоке Африки. Существовала в 250—1000 гг. н. э. на территории Малави, на востоке Замбии и в Мозамбике. Предполагается, что носители данной культуры говорили на языках банту. Названа по археологическому памятнику Нкопе.

## Характеристика
Характерной чертой культуры является её керамика: это круглые сосуды с вывернутым наружу ободом и миски с плоским, утолщённым или загнутым вовнутрь краем. Стенки керамики необычно толстые.
Памятники культуры сосредоточены вдоль берегов озера Малави и реки Шире.
Культуру Нкопе на территории Малави позднее сменяют культуры Капени, Лонгве, Мавудзу и Нхудзи, каждая со своей характерной керамикой.

## Раскопки
Культура Нкопе изучается с 1968 года, когда Кит Робинсон (Keith Robinson) начал раскопки в ряде мест Малави. Теодор Хуффман отождествляет данную культуру с другой культурой — культурой Зимбабве — а также с царством Мономотапа.
При раскопках обнаружены довольно крупные поселения с остатками домов, костей крупного рогатого скота и камни-зернотёрки. Всё ещё сохраняли большое значение охота и рыболовство. Находки раковин и бусинок из стекла свидетельствуют о торговле с восточным побережьем Африки. Железо встречается спорадически и было, по-видимому, весьма ценным. Преобладали каменные орудия.